# Singoli più venduti nel Regno Unito
La seguente lista riporta i singoli più venduti nel Regno Unito.
I The Beatles, con 6 brani, sono i più presenti nella lista. Seguono Taylor Swift e Bruno Mars con 4 brani, mentre con 2 brani si sono classificati Boney M., Céline Dion, Ed Sheeran, Engelbert Humperdinck, Frankie Goes to Hollywood, John Travolta con Olivia Newton-John, Justin Bieber, LMFAO e le Spice Girls.

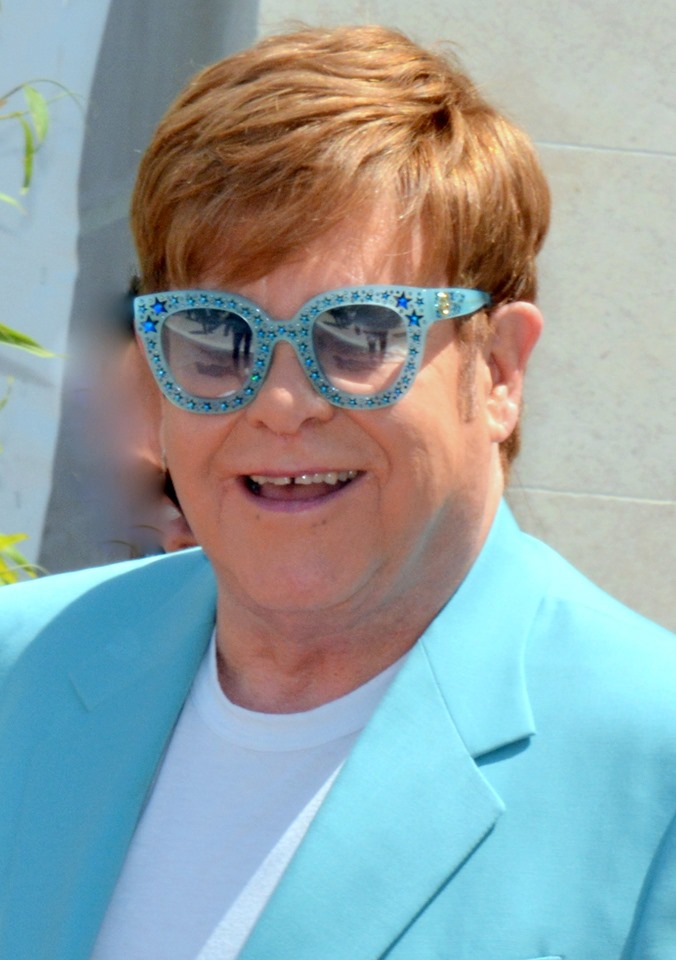
Candle in the Wind 1997/Something About the Way You Look Tonight singolo del 1997 di Elton John è la canzone più venduta nel Regno Unito

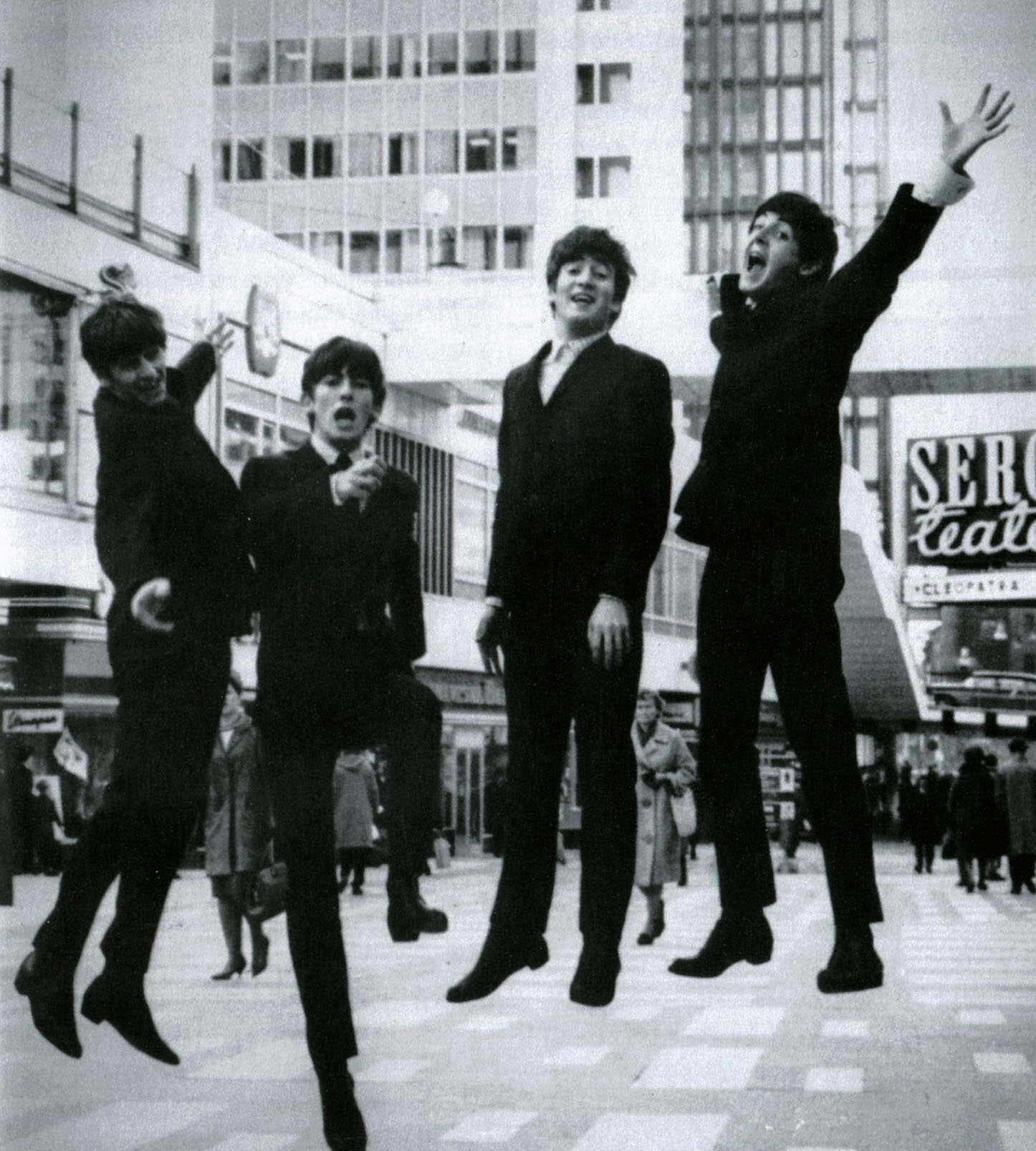
Il gruppo musicale The Beatles sono gli artisti più presenti in questa lista con 6 brani in elenco

| Singolo                                                          | Artisti                                  | Anno | Milioni di copie vendute |
| ---------------------------------------------------------------- | ---------------------------------------- | ---- | ------------------------ |
| Candle in the Wind 1997/Something About the Way You Look Tonight | Elton John                               | 1997 | 5,40                     |
| Shape of You                                                     | Ed Sheeran                               | 2017 | 4,20                     |
| Do They Know It's Christmas?                                     | Band Aid                                 | 1984 | 3,73                     |
| Uptown Funk                                                      | Mark Ronson feat. Bruno Mars             | 2014 | 3,00                     |
| Thinking Out Loud                                                | Ed Sheeran                               | 2014 | 3,00                     |
| Despacito                                                        | Luis Fonsi ft. Daddy Yankee              | 2017 | 3,00                     |
| Perfect                                                          | Ed Sheeran                               | 2017 | 3,00                     |
| One Dance                                                        | Drake                                    | 2016 | 3,00                     |
| Mr. Brightside                                                   | The Killers                              | 2003 | 3,00                     |
| Someone You Loved                                                | Lewis Capaldi                            | 2018 | 3,00                     |
| Happy                                                            | Pharrell Williams                        | 2013 | 3,00                     |
| Bohemian Rhapsody                                                | Queen                                    | 1975 | 2,75                     |
| All of Me                                                        | John Legend                              | 2014 | 2,40                     |
| Sorry                                                            | Justin Bieber                            | 2015 | 2,40                     |
| Rather Be                                                        | Clean Bandit ft. Jess Glynne             | 2014 | 2,40                     |
| Wonderwall                                                       | Oasis                                    | 1995 | 2,40                     |
| Love Yourself                                                    | Justin Bieber                            | 2015 | 2,40                     |
| Castle on the Hill                                               | Ed Sheeran                               | 2017 | 2,40                     |
| Wake Me Up                                                       | Avicii                                   | 2013 | 2,40                     |
| Someone like You                                                 | Adele                                    | 2011 | 2,40                     |
| Take Me to Church                                                | Hozier                                   | 2013 | 2,40                     |
| Shotgun                                                          | George Ezra                              | 2018 | 2,40                     |
| All I Want For Christmas Is You                                  | Mariah Carey                             | 2011 | 2,40                     |
| Mull of Kintyre/Girls' School                                    | Wings                                    | 1977 | 2,07                     |
| You're the One That I Want                                       | John Travolta con Olivia Newton-John     | 1978 | 2,04                     |
| Rivers of Babylon/Brown Girl in the Ring                         | Boney M.                                 | 1978 | 2,02                     |
| Relax                                                            | Frankie Goes to Hollywood                | 1984 | 1,91                     |
| She Loves You                                                    | The Beatles                              | 1963 | 1,91                     |
| Unchained Melody                                                 | Robson & Jerome                          | 1995 | 1,86                     |
| Love Is All Around                                               | Wet Wet Wet                              | 1994 | 1,86                     |
| Mary's Boy Child - Oh My Lord                                    | Boney M.                                 | 1978 | 1,86                     |
| (Everything I Do) I Do It for You                                | Bryan Adams                              | 1991 | 1,85                     |
| I Just Called to Say I Love You                                  | Stevie Wonder                            | 1984 | 1,84                     |
| Shake It Off                                                     | Taylor Swift                             | 2014 | 1,80                     |
| Love Story                                                       | Taylor Swift                             | 2008 | 1,80                     |
| Barbie Girl                                                      | Aqua                                     | 1997 | 1,80                     |
| Evergreen/Anything Is Possible                                   | Will Young                               | 2002 | 1,79                     |
| I Want to Hold Your Hand                                         | The Beatles                              | 1963 | 1,77                     |
| Believe                                                          | Cher                                     | 1998 | 1,77                     |
| Last Christmas/Everything She Wants                              | Wham!                                    | 1984 | 1,70                     |
| Imagine                                                          | John Lennon                              | 1975 | 1,64                     |
| Summer Nights                                                    | John Travolta & Olivia Newton-John       | 1978 | 1,6                      |
| Two Tribes                                                       | Frankie Goes to Hollywood                | 1984 | 1,59                     |
| I'll Be Missing You                                              | Puff Daddy & Faith Evans con 112         | 1997 | 1,58                     |
| Perfect Day                                                      | Lou Reed                                 | 1997 | 1,55                     |
| I Will Always Love You                                           | Whitney Houston                          | 1992 | 1,55                     |
| Can't Buy Me Love                                                | The Beatles                              | 1964 | 1,54                     |
| Three Lions                                                      | Baddiel & Skinner & Lightning Seeds      | 1996 | 1,54                     |
| ...Baby One More Time                                            | Britney Spears                           | 1999 | 1,52                     |
| Tears (singolo)\Tears                                            | Ken Dodd                                 | 1965 | 1,52                     |
| Grenade                                                          | Bruno Mars                               | 2010 | 1,51                     |
| Someone like You                                                 | Adele                                    | 2011 | 1,50                     |
| My Heart Will Go On                                              | Céline Dion                              | 1998 | 1,5                      |
| Karma Chameleon                                                  | Culture Club                             | 1983 | 1,49                     |
| YMCA                                                             | Village People                           | 1978 | 1,47                     |
| Eye of the Tiger                                                 | Survivor                                 | 1982 | 1,46                     |
| Careless Whisper                                                 | George Michael                           | 1984 | 1,46                     |
| Gangsta's Paradise                                               | Coolio feat. LV                          | 1995 | 1,45                     |
| Rock Around the Clock                                            | Bill Haley and His Comets                | 1955 | 1,43                     |
| I Feel Fine                                                      | The Beatles                              | 1964 | 1,42                     |
| The Carnival Is Over                                             | The Seekers                              | 1965 | 1,42                     |
| The Power of Love                                                | Jennifer Rush                            | 1985 | 1,40                     |
| Price Tag                                                        | Jessie J feat. B.o.B                     | 2011 | 1,40                     |
| Day Tripper/We Can Work It Out                                   | The Beatles                              | 1965 | 1,39                     |
| Moves like Jagger                                                | Maroon 5 con Christina Aguilera          | 2011 | 1,39                     |
| Release Me                                                       | Engelbert Humperdinck                    | 1967 | 1,38                     |
| Killing Me Softly                                                | Fugees                                   | 1996 | 1,38                     |
| Just the Way You Are                                             | Bruno Mars                               | 2010 | 1,37                     |
| Somebody That I Used to Know                                     | Gotye con Kimbra                         | 2011 | 1,35                     |
| I Gotta Feeling                                                  | Black Eyed Peas                          | 2009 | 1,35                     |
| Last Request                                                     | Paolo Nutini                             | 2006 | 1,34                     |
| Wannabe                                                          | Spice Girls                              | 1996 | 1,34                     |
| Come On Eileen                                                   | Dexys Midnight Runners                   | 1982 | 1,33                     |
| (Is This the Way to) Amarillo                                    | Tony Christie con Peter Kay              | 2005 | 1,32                     |
| It Wasn't Me                                                     | Shaggy feat. Rikrok                      | 2001 | 1,32                     |
| Wonderwall                                                       | Oasis                                    | 1995 | 1,32                     |
| Never Ever                                                       | All Saints                               | 1997 | 1,31                     |
| Think Twice                                                      | Céline Dion                              | 1994 | 1,32                     |
| Tainted Love                                                     | Soft Cell                                | 1981 | 1,29                     |
| Heart of Glass                                                   | Blondie                                  | 1979 | 1,28                     |
| It's Now or Never                                                | Elvis Presley                            | 1960 | 1,26                     |
| It's like That                                                   | Run DMC vs. Jason Nevins                 | 1998 | 1,26                     |
| You're Beautiful                                                 | James Blunt                              | 2005 | 1,26                     |
| When I Was Your Man                                              | Bruno Mars                               | 2012 | 1,25                     |
| Sex on Fire                                                      | Kings of Leon                            | 2008 | 1,25                     |
| Hallelujah                                                       | Alexandra Burke                          | 2008 | 1,25                     |
| Diana                                                            | Paul Anka                                | 1957 | 1,25                     |
| Love the Way You Lie                                             | Eminem feat. Rihanna                     | 2010 | 1,25                     |
| Green, Green Grass of Home                                       | Tom Jones                                | 1966 | 1,24                     |
| Merry Xmas Everybody                                             | Slade                                    | 1973 | 1,23                     |
| Don’t Stop Me Now                                                | Queen                                    | 1978 | 1,2                      |
| Bright Eyes                                                      | Art Garfunkel                            | 1979 | 1,2                      |
| I Knew You Were Trouble                                          | Taylor Swift                             | 2012 | 1,20                     |
| We Are Never Ever Getting Back Together                          | Taylor Swift                             | 2012 | 1,20                     |
| Heartbeat/Tragedy                                                | Steps                                    | 1998 | 1,20                     |
| Party Rock Anthem                                                | LMFAO con Lauren Bennett e GoonRock      | 2011 | 1,20                     |
| Sexy and I Know It                                               | LMFAO                                    | 2011 | 1,20                     |
| Mary's Boy Child                                                 | Harry Belafonte                          | 1957 | 1,19                     |
| Call Me Maybe                                                    | Carly Rae Jepsen                         | 2011 | 1,18                     |
| Blue Monday                                                      | New Order                                | 1983 | 1,18                     |
| The Last Waltz                                                   | Engelbert Humperdinck                    | 1967 | 1,17                     |
| Earth Song                                                       | Michael Jackson                          | 1995 | 1,17                     |
| Do They Know it's Christmas                                      | Band Aid 20                              | 2004 | 1,17                     |
| Can't Get You out of My Head                                     | Kylie Minogue                            | 2001 | 1,16                     |
| Stranger on the Shore                                            | Acker Bilk con Leon Young String Chorale | 1961 | 1,16                     |
| Don't Give Up on Us                                              | David Soul                               | 1977 | 1,16                     |
| Saturday Night                                                   | Whigfield                                | 1994 | 1,15                     |
| Spaceman                                                         | Babylon Zoo                              | 1996 | 1,15                     |
| I Love You Love Me Love                                          | Gary Glitter                             | 1973 | 1,14                     |
| Angels                                                           | Robbie Williams                          | 1997 | 1,14                     |
| No Matter What                                                   | Boyzone                                  | 1998 | 1,13                     |
| Crazy                                                            | Gnarls Barkley                           | 2006 | 1,13                     |
| Still D.R.E.                                                     | Dr. Dre feat. Snoop Dogg                 | 1999 | 1,13                     |
| Poker Face                                                       | Lady Gaga                                | 2008 | 1,12                     |
| Torn                                                             | Natalie Imbruglia                        | 1997 | 1,12                     |
| Impossible                                                       | James Arthur                             | 2012 | 1,12                     |
| I Believe/Up on the Roof                                         | Robson & Jerome                          | 1995 | 1,12                     |
| 2 Become 1                                                       | Spice Girls                              | 1996 | 1,11                     |
| Hit Me with Your Rhythm Stick                                    | Ian Dury e The Blockheads                | 1978 | 1,11                     |
| Ghostbusters                                                     | Ray Parker Jr.                           | 1984 | 1,11                     |
| Teletubbies Say "Eh-Oh"!                                         | Teletubbies                              | 1997 | 1,11                     |
| That's My Goal                                                   | Shayne Ward                              | 2005 | 1,10                     |
| I Remember You                                                   | Frank Ifield                             | 1962 | 1,10                     |
| Another Brick in the Wall                                        | Pink Floyd                               | 1979 | 1,10                     |